# Al-Aziz Jamal al-Din Yusuf
Al-Aziz Jamal al-Din Yusuf, död efter 1438, var en egyptisk regent. Han var sultan i mamlukdynastins Egypten mellan 1438 och 1438.